# AFM7 (manövervagn)
AFM7 är en svensk järnvägsvagn (1:a klass) av 1980-talstyp med en förarhytt liknande Rc6 i ena änden vilket gör att den är en manövervagn. Vagnarna ställdes av 2022 då behovet inte längre fanns.

## Historik
Endast tre manövervagnar av typen AFM7 byggdes under 1988 i nummerserie 5543-5545. Vagnstypen gick till en början i Uppsalapendeln under slutet av 80-talet och i början av 90-talet. Under början av 2000-talet rullade AFM7 i Skåne och har åter trafikerat linjer i Mälardalen. Vagntypen ställdes av 2022 då behovet inte längre fanns.
Ursprunglig beteckning var UA7R men då "U" indikerarde att detta var en mellanvagn eller manövervagn till motorvagnar av typ X7 ,X9, X16-17 eller Y3, samt Y6-8, normalt med automatkoppling mellan vagnarena, (ett undantag var UBX7 som var avsett att endast gå i trafik med mortorvagnen X7), ändrades sedan beteckningen först till AF7X och slutligen dagens AFM7.
Manövervagnen är i grunden en 80-talsvagn som fått en förarhytt från ett Rc-lok i ena änden. AFM7 saknar alltså egen drivutrustning och kräver ett RC6U-lok för att kunna manövreras från förarhytten med hjälp av SMS-utrustning (Seriell MultipelStyrning). AFM7 är utrustad med ATC-utrustning, precis som Rc. Utöver egenskapen som manövervagn är även AFM7 en 1:a kl vagn samt att den även har ett resgodsutrymme mellan hytt och resandeutrymme. Den har även en tjänstekupé.
AFM7 har genomgått SJ AB:s upprustningsprogram för 80-talsvagnar som majoriteten av övriga 80-talsvagnar genomgått. AFM7 är svartlackad, har el-uttag vid sittplatserna och följer SJ AB:s nuvarande designschema.
AFM7 är utrustad med skivbromsade MD-S boggier vilket ger lägre bullernivå och något mjukare inbromsning.
AFM7 har handikappanpassad plats och barnvagn får plats i bagageutrymmet.

### Trycka källor
- Diehl, Ulf och Nilsson, Lennart (2012). Svenska Lok & motorvagnar med personvagnar 2012. Förlagsstallet HB Göteborg. ISBN 978-91-85195-07-7
- Diehl, Ulf; Nillson, Lennart (1 januari 2017). Svenska lok och motovagnar med personvagnar. sid. 195 ISBN 9789185195176